# Самчинцы (Винницкая область)
Самчинцы (укр. Самчинці) — село на Украине, находится в Немировском районе Винницкой области.
Код КОАТУУ — 0523084204. Население по переписи 2001 года составляет 108 человек. Почтовый индекс — 22856. Телефонный код — 4331.
Занимает площадь 1,405 км².

## Адрес местного совета
22856, Винницкая область, Немировский р-н, с. Новые Обиходы, ул. Ленина